# Julia Dufour
Julia Dufour est une localité rurale argentine située dans le département de Güer Aike, dans la province de Santa Cruz.

## Toponymie
Le nom de la localité rend hommage à l'épouse de l'explorateur argentin Luis Piedrabuena.

## Localisation
Julia Dufour est située au milieu du circuit touristique qui relie El Calafate (qui dispose d'un aéroport international), Puerto Natales, Punta Arenas, Río Grande et Ushuaïa (qui dispose d'un port et d'un aéroport international) ; les localités de Rospentek, Río Turbio, Mina 3, Veintiocho de Noviembre et El Turbio se trouvent à proximité.

## Démographie
La localité compte 293 habitants (Indec, 2010), soit une augmentation de 19,1 % par rapport au précédent recensement de 2001 qui comptait 246 habitants.